# Емманюелль Курутше
Емманюелль Курутше (фр. Emmanuelle Curutchet; нар. 19 грудня 1978) — колишня французька тенісистка.
Найвищу одиночну позицію світового рейтингу — 160 місце досягла 22 грудня 1997, парну — 134 місце — 7 грудня 1998 року.
Здобула 3 одиночні та 4 парні титули туру ITF.
Найвищим досягненням на турнірах Великого шолома було 2 коло в одиночному та парному розрядах.

## Фінали ITF

### Одиночний розряд: 6 (3–3)
| турніри $50,000 |
| турніри $25,000 |
| турніри $10,000 |

| Результат | Ранг | Дата              | Турнір                       | Покриття  | Суперниця        | Рахунок            |
| --------- | ---- | ----------------- | ---------------------------- | --------- | ---------------- | ------------------ |
| Перемога  | 1.   | 16 жовтня 1995    | Жуе-ле-Тур, Франція          | Тверде    | Драгана Зарич    | 7–6(8–6), 7–6(7–5) |
| Поразка   | 2.   | 17 листопада 1996 | Гавр, Франція                | Ґрунт (i) | Едіт Нюн-Берсо   | 5–7, 6–7           |
| Поразка   | 3.   | 2 лютого 1997     | Дінан (Кот-д'Армор), Франція | Ґрунт (i) | Емілі Луа        | 2–6, 6–7           |
| Перемога  | 4.   | 28 червня 1997    | Бордо, Франція               | Ґрунт     | Юлія Абе         | 7–6, 6–3           |
| Перемога  | 5.   | 3 серпня 1997     | Ле-Контамін-Монжуа, Франція  | Тверде    | Сеголен Бергер   | 5–7, 7–6, 6–4      |
| Поразка   | 6.   | 14 лютого 1999    | Майорка, Іспанія             | Ґрунт     | Анхелес Монтоліо | 3–6, 7–6, 1–6      |

### Парний розряд: 7 (4–3)
| Результат | Ранг | Дата              | Турнір                           | Покриття  | Партнерка       | Суперниці                             | Рахунок            |
| --------- | ---- | ----------------- | -------------------------------- | --------- | --------------- | ------------------------------------- | ------------------ |
| Перемога  | 1.   | 13 квітня 1997    | Кальві (Верхня Корсика), Франція | Тверде    | Софі Жорже      | Стефані Ріцці Летісія Санчес          | 6–1, 6–1           |
| Перемога  | 2.   | 2 серпня 1997     | Ле-Контамін, Франція             | Тверде    | Софі Жорже      | Ева Бельбль Анжеліка Реш              | 6–2, 6–1           |
| Поразка   | 3.   | 14 грудня 1997    | Нойштадт-ан-дер-Донау, Німеччина | Килим (i) | Софі Жорже      | Тіна Кріжан Сільвія Плішке            | 3–6, 3–6           |
| Поразка   | 4.   | 12 квітня 1998    | Кальві, Франція                  | Тверде    | Софі Жорже      | Нансі Фебер Ясмін Вер                 | 1–4 ret.           |
| Перемога  | 5.   | 26 квітня 1998    | Желос, Франція                   | Ґрунт     | Іветте Бастінг  | Жустін Енен Орелі Веді                | 0–6, 7–6, 7–5      |
| Перемога  | 6.   | 22 листопада 1998 | Довіль (Кальвадос), Франція      | Килим (i) | Саманта Шеффель | Любомира Бачева Ірода Туляганова      | 6–1, 2–6, 7–6      |
| Поразка   | 7.   | 13 лютого 1999    | Майорка, Іспанія                 | Ґрунт     | Келлі Лігган    | Марія Фернанда Ланда Анхелес Монтоліо | 6–2, 4–6, 6–7(4–7) |